# Hamlet (film fra 1900)
 For alternative betydninger, se Hamlet (flertydig). (Se også artikler, som begynder med Hamlet)
Hamlet er en fransk stumfilm fra 1900 af Clément Maurice.